# Berg im Drautal
Pour les articles homonymes, voir Berg.
Berg im Drautal est une commune autrichienne du district de Spittal an der Drau en Carinthie.